# Ágios Dimítrios Perivléptou
Ágios Dimítrios Perivléptou (Agios Dimitrios, Agios Dimitrios Perivleptou) är en ort i Grekland.   Den ligger i prefekturen Nomós Magnisías och regionen Thessalien, i den centrala delen av landet, 170 km nordväst om huvudstaden Aten. Ágios Dimítrios Perivléptou ligger 223 meter över havet och antalet invånare är 144.
Terrängen runt Ágios Dimítrios Perivléptou är huvudsakligen kuperad, men den allra närmaste omgivningen är platt. Runt Ágios Dimítrios Perivléptou är det ganska glesbefolkat, med 42 invånare per kvadratkilometer. Närmaste större samhälle är Néa Ionía, 19,4 km öster om Ágios Dimítrios Perivléptou. Trakten runt Ágios Dimítrios Perivléptou består till största delen av jordbruksmark.